# RWD-9 (航空機)
RWD-9
チャレンジ 1934で主翼折り畳み競技中のRWD-9
- 用途：スポーツ機
- 設計者：Stanisław RogalskiとJerzy Drzewiecki (DWL（英語版）)
- 製造者：RWD（英語版）
- 初飛行：1933年12月3日
- 生産数：10機（静止試験用1機、試作機1機、量産型8機）
- 運用開始：1934年

RWD-9は、1934年にポーランドのRWDで製造されたスポーツ機である。

## 開発
RWD-9は、第3回ヨーロッパ・ツーリング機選手権大会のチャレンジ 1932の優勝機であるRWD-6の発展型であり、1934年8月、9月にワルシャワで開催されるチャレンジ 1934に参加することを目的に特別に設計された。本機はワルシャワのDWL工場でRWDチームのStanisław RogalskiとJerzy Drzewieckiにより製造された。大会規定に応じて、この新型機は重量とエンジン出力を増し、より高い短距離離着陸（STOL）性能を持つ設計となっていた。
265 hpのメナスコ（Menasco）直列エンジン装着した最初の試作機は1933年10月に完成し、12月4日に初飛行を行った。1934年1月にチェコスロバキア製のヴァルター ボーラ（Bora）星型エンジン（220 hp）に換装し、春には新しく製造されたポーランド製星型エンジンのシュコダ（Skoda）GR-760（290 hp）に再度換装された。1934年中に8機のRWD-9、4機のヴァルター ボーラ エンジン付RWD-9W（登録番号：SP-DRA、SP-DRB、OK-AMC、OK-AMD）と4機のGR-760エンジン付RWD-9S（登録番号：SP-DRC、-DRD、-DRE、-DRF）が製造された。RWD-9Sと比べるとRWD-9Wは性能が低かった（最高速度260と281 km/h）。

## RWD-20
前輪式降着装置の研究のためにDWLは、試作機のRWD-9を130 hpのヴァルター メジャー（Walter Major）エンジンと操舵可能な前輪を装着、主車輪を後方へ移動、取り外した後部座席用ドアと窓部分を合板で整形したRWD-20に改装した。耕作地の様な未整地を含む様々な路面での離陸、着陸、タクシングといった更なるテストが行われた。1938年に改装は完了し、更に飛行テストとタクシイング・テストを重ねて前輪式降着装置の安定性と操縦性が確かめられた。（離着陸時には前輪にステアリング・ロックが掛けられた）RWD-20が最終的にどうなったかは不明だが、第二次世界大戦を生き残ることはできなかった。

## 運用
6機のRWD-9が大会に参加したポーランド・チームで使用され、残りの2機（OK-AMC, -AMD）がチェコスロバキア・チームからの注文であった。チェコスロバキアのOK-AMC機は練習中に墜落し、大会までに修理ができなかった。

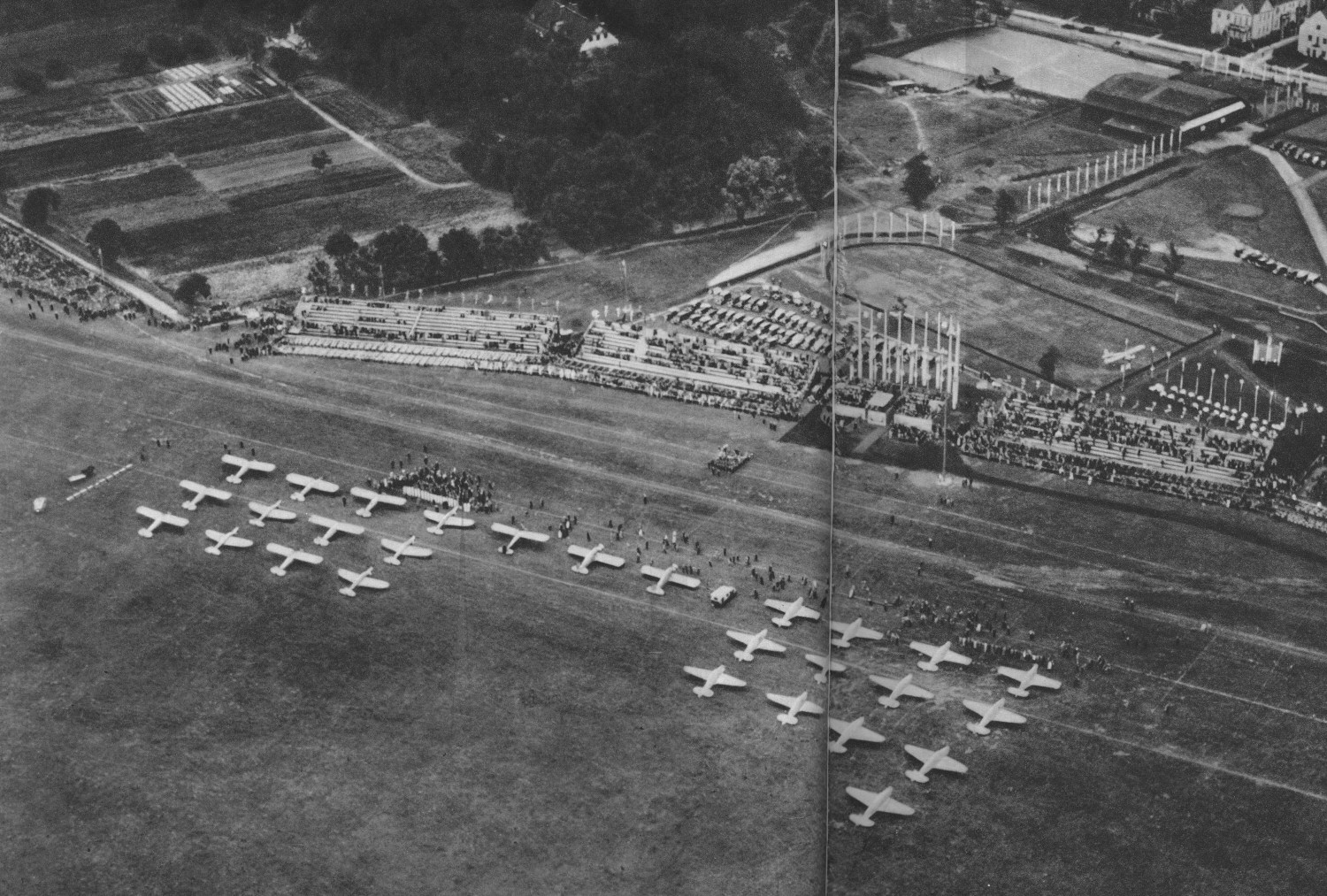
チャレンジ 1934開会式、左から：ポーランド・チーム、チェコスロバキア・チームの3機、ドイツ・チーム。イタリア・チームはまだ到着していない

1934年度大会 (チャレンジ 1934) は1934年8月28日から9月16日まで開催され、ポーランド」のRWD-9は優勝（操縦士、Jerzy Bajan, SP-DRD）と準優勝（操縦士、Stanisław Płonczyński, SP-DRC）を獲得した。これらはドイツの低翼単葉機のメッサーシュミット Bf 108やフィーゼラー Fi 97の中に混じっての勝利であった。ポーランドのRWD-9は7位と15位にも入り、チェコスロバキアのOK-AMD機（操縦士、Jan Anderle）は8位であった。
大会後RWD-9は航空スポーツで使用されたが、1935年にその内の2機（SP-DRA, -DRB）がスペインに、3機目のSP-DREがヴィラクブレー（Villacoublay）にあるフランスの実験研究施設（institute Centre d'Essai）に売却された。1936年7月16日にRWD-9のSP-DRC機が低空飛行が原因でバルト海に墜落し、ポーランドのGustaw Orlicz-Dreszer将軍を含む搭乗員は死亡した。残る2機のRWD-9はポーランド航空倶楽部で使用された。（後にSP-DRFは墜落した）
スペインへ売却された機体は、スペイン内戦で共和派により連絡機として使用された。

## 特徴
4座のスポーツ機、ツーリング機であるRWD-9は、混合構造の支柱付き高翼単葉機であった。金属フレームの胴体は、木製フレームに貼られた羽布で覆われエンジン部はアルミニウム製であった。2本桁の主翼は木製の骨組みを羽布と合板で覆われた後方折畳み式であり、自動式スラット、フラップを備えていた。密閉式キャビンには2列に配された4座の前席に複式操縦装置を備え、左右に1対のドアがあった。プロペラは固定ピッチの木製2枚ブレード、通常の尾橇式の固定降着装置を備え、主翼と胴体内の燃料タンク容量は160 Lであった。離陸距離：76.1 m（8 m越え）、着陸距離：76.9 m（8 m越え、大会最高記録）

## 軍事運用
- スペイン

## 要目
（RWD 9S）
- 乗員：1名
- 乗客：3名
- 全長：7.6 m (24 ft 11 in)
- 全幅：11.64 m (38 ft 1 in)
- 全高：2.03 m (6 ft 8 in)
- 翼面積：16.00 m² (172 ft²)
- 翼面荷重：58 kg/m² (max weight) (11.9 lb/ft²)
- 空虚重量：560 kg (1,232 lb)
- 全備重量：790 kg (1,738 lb)
- 最大離陸重量：930 kg (1,860 lb)
- 有効積載重量：370 kg (814 kg)
- 馬力重量比：3.2 hp/kg ()
- エンジン：1 × シュコダ（Skoda）GR-760 空冷9気筒星型エンジン、216 kw (290 hp)
- 最大速度：281 km/h
- 巡航速度：255 km/h (152 knots, 175 mph)
- 失速速度：<54.1 km/h (29 knots, 33 mph)
- 巡航高度：7,000 m (22,960 ft)
- 航続距離：800 km (432 nm, 497 mi)
- 上昇率：6.1 m/s (1,200 ft/m)